# Erik Morán
Erik Morán Arribas (Portugalete, Vizcaya, España, 25 de mayo de 1991) es un futbolista español. Juega de centrocampista en el F. C. Andorra de la Primera Federación.

## Trayectoria
Se incorporó a las categorías inferiores del Athletic Club en 2004. Debutó con el primer equipo del Athletic, el 28 de noviembre de 2012, en un partido correspondiente a la Liga Europa de la UEFA frente al Hapoel Be'er Sheva (0-2 a favor de los bilbaínos) junto a otros jóvenes valores como Laporte. Su primer partido en Primera División fue, el 14 de abril de 2013, frente al Real Madrid en el antiguo Estadio de San Mamés (0-3 para los blancos). A partir de la temporada 2013/14 pasó a formar parte de la primera plantilla del Athletic Club. En el mercado invernal de la temporada 2014/15 fue cedido al Club Deportivo Leganés, en Segunda División, hasta final de temporada.
En verano de 2015 se confirmó su traspaso a la disciplina del Real Zaragoza, en Segunda División, con un contrato para dos temporadas en calidad de cedido. Tras año y medio en el club maño, el 31 de enero de 2017 regresó a Primera División gracias al C. D. Leganés, donde firmó un contrato por lo que restaba de temporada y una más.
El 3 de enero del año 2018, Erik Morán dejó de ser jugador del C.D Leganés, para firmar por el AEK de Atenas, entrenado por Manolo Jiménez. El traspaso se cerró de mutuo acuerdo por una cifra cercana a los 100 000 euros. El 7 de noviembre de 2018 jugó su primer partido de Liga de Campeones con el club heleno en la derrota por 2 a 0 ante el Bayern Münich. El 29 de enero de 2019 se hizo oficial su cesión al Málaga C. F. hasta final de temporada.
Tras rescindir su contrato con el conjunto griego en diciembre, el 9 de enero de 2020 se hizo oficial su fichaje por el C. D. Numancia hasta final de temporada. El 28 de agosto firmó por una temporada con la S. D. Ponferradina, tras el descenso de categoría del cuadro soriano.
El 4 de julio de 2023 firmó por la Sociedad Deportiva Amorebieta, recién ascendido a Segunda División. En dicha categoría participó en 32 partidos y la campaña siguiente se unió al F. C. Andorra.

## Selección nacional
Entre 2008 y 2009 fue internacional en seis ocasiones con las categorías inferiores de la selección española, desde la sub-17 a la sub-19.

## Clubes
| Club                   | País    | Año       | PJ (G)  |
| ---------------------- | ------- | --------- | ------- |
| C. D. Basconia         | España  | 2009-2010 | 29 (7)  |
| Bilbao Athletic        | España  | 2009-2013 | 78 (3)  |
| Athletic Club          | España  | 2012-2015 | 23 (0)  |
| C. D. Leganés (cedido) | España  | 2015      | 17 (0)  |
| Real Zaragoza          | España  | 2015-2017 | 52 (0)  |
| C. D. Leganés          | España  | 2017      | 18 (0)  |
| AEK Atenas F. C.       | Grecia  | 2018-2020 | 19 (1)  |
| Málaga C. F. (cedido)  | España  | 2019      | 8 (0)   |
| C. D. Numancia         | España  | 2020      | 13 (0)  |
| S. D. Ponferradina     | España  | 2020-2023 | 101 (1) |
| S. D. Amorebieta       | España  | 2023-2024 | 33 (0)  |
| F. C. Andorra          | Andorra | 2024-     | 0 (0)   |

## Palmarés

### Campeonatos nacionales
| Título              | Club             | País   | Año  |
| ------------------- | ---------------- | ------ | ---- |
| Superliga de Grecia | AEK Atenas F. C. | Grecia | 2018 |